# Craig Jones (Kampfsportler)
Craig Benjamin Jones (geboren am 17. Juli 1991) ist ein australischer Grappler und Brazilian Jiu-Jitsu-Schwarzgurt sowie ein Trainer. Jones ist zweifacher Silbermedaillengewinner der ADCC Submission Wrestling World Championship und dreifacher Polaris-Pro-Grappling-Champion. Er trainiert in Austin, Texas und ist Gründer und Headcoach von B Team Jiu-Jitsu. 2024 gründete er das Craig Jones Invitational.

## Biografie
Craig Jones wurde am 17. Juli 1991 in Adelaide, Südaustralien geboren. 2006 begann Jones mit dem Training in Brazilian Jiu-Jitsu (BJJ) an der Akademie seines Cousins. Nach dem Erhalt seines lila Gürtels zog Jones nach Melbourne, um unter Lachlan Giles zu trainieren. Er blieb dort, bis er von Giles in der Absolute MMA Academy zum Schwarzgurt befördert wurde. Jahre später zog Jones nach New York, um unter John Danaher zu trainieren und an der Seite von Gordon Ryan zu trainieren. Jones zog mit dem Rest des Teams während der COVID-19-Pandemie nach Puerto Rico, um weiter zu trainieren und sich auf Wettkämpfe vorzubereiten.
Am 26. Juli 2021 löste sich das Team um Danaher auf, und die ehemaligen Mitglieder gingen ihre eigenen Wege. Jones zog nach Austin um ein neues Team zu gründen, B Team Jiu-Jitsu, zusammen mit Nicky Ryan, Nicky Rod und Ethan Crelinsten; wo er immer noch trainiert. Er ist auch der BJJ-Trainer des ehemaligen UFC Featherweight Champion Alexander Volkanovski. Er war außerdem der BJJ-Trainer für Team Volkanovski in der Serie The Return of The Ultimate Fighter: Team Volkanovski vs. Team Ortega.

## Grappling-Karriere
2014 trat Jones im lila Gurt an und gewann Gold bei den NAGA-Weltmeisterschaften und Gold bei der AFBJJ Pan Pacific Championship, einem jährlich in Melbourne stattfindenden Turnier. Im Jahr 2015 qualifizierte sich Jones für die ADCC-Weltmeisterschaften 2015, ein Submission-Grappling-Turnier, das alle zwei Jahre stattfindet und oft als „Olympische Spiele des Grapplings“ bezeichnet wird. Jones verlor in der ersten Runde der ADCC-Weltmeisterschaft durch Submission gegen Romulo Barral, gewann jedoch die IBJJF Welt No-Gi Meisterschaft im lila Gurt, der erste Australier, der eine IBJJF-Weltmeisterschaft im männlichen Bereich gewann. Ein Jahr später gewann Jones 2016 die Bronzemedaille bei den Abu Dhabi World Professional Jiu-Jitsu Championship im braunen Gurt. 2016 erhielt Jones den Schwarzgurt von Giles, während er in der Absolute MMA Academy trainierte.